# Гадюка Орлова
Гадюка Орлова (лат. Vipera orlovi) — вид ядовитых змей из семейства гадюковых. Назван в честь российского герпетолога Н. Л. Орлова за его большой вклад в изучение кавказских гадюк.

## Филогения
Как и реликтовая гадюка имеет гибридогенное происхождение как результат скрещивания симпатричных видов: кавказской и степной гадюк, в связи с чем её таксономический статус не до конца понятен.

## Описание
Мелкая гадюка с длиной тела (без хвоста) до 45 см. Длина хвоста — до 7 см. Самцы больше самок и имеют более длинный относительно туловища хвост.
В окраске верхней стороны тела преобладают коричневые тона (у половины особей). Встречаются также зелёно-серые, жёлто-серые, розово-коричневые и красно-коричневые. Зигзагообразный рисунок на спине как правило тёмно-коричневый с чёрной и жёлтой окантовкой. Брюхо обычно чёрное, со светлыми пятнами. Нижняя часть хвоста тёмная, кончик окрашен в жёлтые тона. Щитки по краю верхней стороны головы и верхнегубные щитки (иногда только задние) белые или светло-бежевые. Молодые особи розовато-бежевые, серо-коричневые или интенсивно красные. Длина туловища от 13 до 17,5 см, длина хвоста — от 1,6 до 3,2.

## Распространение
Эндемик. Обитает в Краснодарском крае на обоих склонах наиболее низкой северо-западной части Большого Кавказа от горы Папай на западе до вершины горы Большой Псеушхо на востоке на высотах от 450 до 950 м над уровнем моря. 
Населяет различные средиземноморские и субсредиземноморские ландшафты: от интразональных лугов в руслах рек, до остепнённых лугов и экотонов можжевеловых лесов. 